# فيلق المتطوعين الصرب (الحرب العالمية الثانية)
فيلق المتطوعين الصرب كان جيش الحزب وتكوين عسكري معادي للحزبية نشأ في إقليم القائد العسكري في صربيا خلال الحرب العالمية الثانية. في يوليو 1941، اندلع تمرد واسع النطاق من قبل الثوار اليوغوسلاف الشيوعيين في الإقليم. ضغط الألمان على حكومة ميلانو نديتش التعاونية للتعامل مع الانتفاضات تحت التهديد لسماح للقوات المسلحة لدولة كرواتيا المستقلة والمجر وبلغاريا باحتلال الإقليم والحفاظ على السلام والنظام فيه. تم الحاقه في فافن-إس إس في عام 1944 بعد إخلائه إلى سلوفينيا، وفي عام 1945 تم إعادة تشكيله باسم فيلق إس إس الصربي (الصربية: Српски СС Kорпус / Srpski SS Korpus؛ الألمانية: Serbisches SS Korps)

## التشكيل
في 15 سبتمبر 1941، اقترح نيديتش إقالة الحكومة والسماح للدول المجاورة بمراقبتها، لكن الوزير ميهايلو أولجان اقترح على الحكومة العميلة أن تدعو الشعب الصربي إلى تشكيل وحدات مناهضة للشيوعية. [بحاجة لمصدر]

## زى موحد
تلقت قوات فيلق المتطوعين الصربي زيًا يوغسلفيًا أو إيطاليًا ارتدوا عليه بقع من القماش الأسود (الأزرق الداكن بعد عام 1943  ). خوذاتهم كانت إما إيطالية أو تشيكوسلوفاكية. 

يجري تفتيش أفراد من فيلق المتطوعين الصرب.

## الاستسلام وما بعده
في 22 أبريل تقريبا قام نويباخر بزيارته الأخيرة لجوتيتش. تم الاعتراف بأن الانهيار التام للقوات الألمانية في البلقان وإيطاليا كان مسألة أسابيع فقط إن لم يكن مسالة أيام، أراد نيباشر معرفة خطط ليوتشي لسحب وتسليم SDK. في اليوم التالي، خلال ساعات الظلام، قاد ليوتيتش سيارته بطريق الخطأ إلى داخل حفرة تم تفجيرها في جسر بواسطة قاذفات القنابل الحليفة. كسرت رقبته وتوفي بعد ذلك بوقت قصير. 